# Unroch III de Friül
Unroch III de Friül (840-874), Marqués de Friül (863-874)

## Orígens familiars
Fill gran de Eberard de Friül i la Princesa Gisela, net de Lluís el Pietós.

## Fets destacables
La repartició de béns del seu pare, feta poc abans de la mort d'aquest, li va suposar com a primogènit, obtindre tot els territoris de Llombardia i Germania que havien estat en mans dels seu pare. Malgrat tot, va morir jove als pocs anys d'haver heretat i el Marquesat va passar a mans del seu germà, Berenguer.

## Núpcies i descendents
Es va casar amb Ava, filla de Luitfrid, Comte d'Alsacia i Llombardia i germà de l'Emperatriu Ermengarda. Van tenir tres fills:
- Unroch IV de Friül (859-924), Comte de Friül
- Eberard de Sulichgau

Va tenir una filla de la que no en sabem el nom. Aquesta es va fer monja, però l'any 887 va ser segrestada per Luitbard de Verceil i obligada a casar-se amb un parent seu.